# جک باترفیلد (بازیکن فوتبال)
جک باترفیلد (انگلیسی: Jack Butterfield; ۳۰ اوت ۱۹۲۲ – مارس ۲۰۰۱) بازیکن فوتبال اهل بریتانیا بود.
از باشگاه‌هایی که در آن بازی کرده‌است می‌توان به باشگاه فوتبال تاموورث و باشگاه فوتبال برنلی اشاره کرد.